# Болеслав II Мазовецкий
Болеслав II Мазовецкий (пол. Bolesław II mazowiecki; после 1251 — 20 апреля 1313) — князь мазовецкий (1262—1275), плоцкий (1262—1313), черский (1262—1313) и сандомирский (1288—1289). Князь краковский (в 1288 и 1289 гг.). Младший сын князя мазовецкого и серадзского Земовита I и Переяславы Галицкой.

## Биография
В 1262 году после смерти своего отца, князя мазовецкого Земовита I, Болеслав вместе со своим старшим братом Конрадом унаследовал Мазовецкое княжество. Вначале за малолетних братьев правили в качестве регентов их мать Переяслава Даниловна и князь великопольский Болеслав Набожный. В 1275 году по новому разделу княжества Болеслав получил в наследственное владение часть Мазовии со столицей в Плоцке. Болеслав начал междоусобную борьбу за власть с Конрадом Черским. Болеслав Плоцкий заключил военный союз с великим князем литовским Тройденом и в 1279 году женился на его дочери Гаудемунде. Также Болеслав заключил военно-политический союз со своим двоюродным братом, князем брест-куявским Владиславом Локетком.
30 сентября 1288 года скончался бездетный князь краковский, сандомирский и серадзский Лешек II Черный (ок. 1241—1288), двоюродный брат Болеслава Плоцкого. Малопольские магнаты пригласили на княжение в Краков и Сандомир мазовецкого князя Болеслава Плоцкого. Однако о своих претензиях на краковское княжение объявил князь вроцлавский Генрих IV Пробус.
Вначале в 1288 году Болеслав Плоцкий со своим войском занял Краков и Сандомир. В феврале 1289 года он при помощи князя куявского Владислава Локетека, Казимира Ленчицкого и галицко-волынских князей разгромил в битве под Севером объединенное войско трех силезских князей, сторонников Генриха Пробуса. Однако королевский замок Вавель был передан местными жителями Генриху Пробусу. Вскоре малопольские магнаты перешли на сторону вроцлавского князя Генриха Пробуса, который занял краковский престол.
В 1289 году Болеслав плоцкий потерял сандомирское княжество, которое занял Генрих IV Пробус. Болеслав Плоцкий отказался от дальнейшей борьбы за краковский престол и передал свои династические претензии на Малую Польшу своему двоюродному брату и союзнику Владиславу Локетеку, князю куявскому и ленчицкому. В 1291 году князь Болеслав Плоцкий вторично женился на Кунегунде Чешской (1265—1321), дочери чешского короля Оттокара II Пржемысловича. В 1291 году чешский король Вацлав II, шурин Болеслава плоцкого, захватил Краков и оккупировал всю Малую Польшу. В октябре 1294 года после смерти своего старшего брата, князя черского Конрада II, Болеслав плоцкий присоединил к своим владениям Черское княжество.
В 1295 году мазовецкий князь Болеслав Плоцкий присутствовал при коронации великопольского князя Пшемысла II (1295—1296). В 1296 году Болеслав плоцкий участвовал в войне князя куявского и ленчицкого Владислава Локетека с князем глогувским Генрихом III за обладание Великой Польшей. В 1300 г. король чешский Вацлав II, завоевавший Малую и Великую Польшу, с большим войском вторгся в Мазовию и опустошил окрестности Плоцка. Князь мазовецкий Болеслав вынужден был отказаться от своего альянса с Владиславом Локетеком и признал королём Польши чешского короля Вацлава II. В 1310 году Болеслав Плоцкий выделил отдельные уделы для двух своих старших сыновей: Земовита (получил во владение от отца Варшаву) и Тройдена (наследовал Черскую землю).

## Семья
Болеслав II был женат дважды. В 1279 году первым браком женился на Гаудемунде (в католичестве — Софии), дочери великого князя литовского Тройдена. Дети:
Земовит II (1283—1345), князь варшавский, равский и ломжинский.
Тройден І (1284/1286—1341), князь черский и варшавский, Анна, жена князя легницкого Владислава.
В 1291 году вторично женился на Кунгуте (1265—1321), дочери чешского короля пршемысла Отакара II. Дети: 
Вацлав Плоцкий (1293—1336), князь плоцкий.
Евфросинья Мазовецкая (1292—1328/1329), жена князя освенцимского Владислава.
Берта (после 1299 — после 1311), монахиня.